# Miedzichowo
Miedzichowo is een dorp in het Poolse woiwodschap Groot-Polen, in het district Nowotomyski. De plaats maakt deel uit van de gemeente Miedzichowo en telt 471 inwoners.